# 녹투아 (기업)

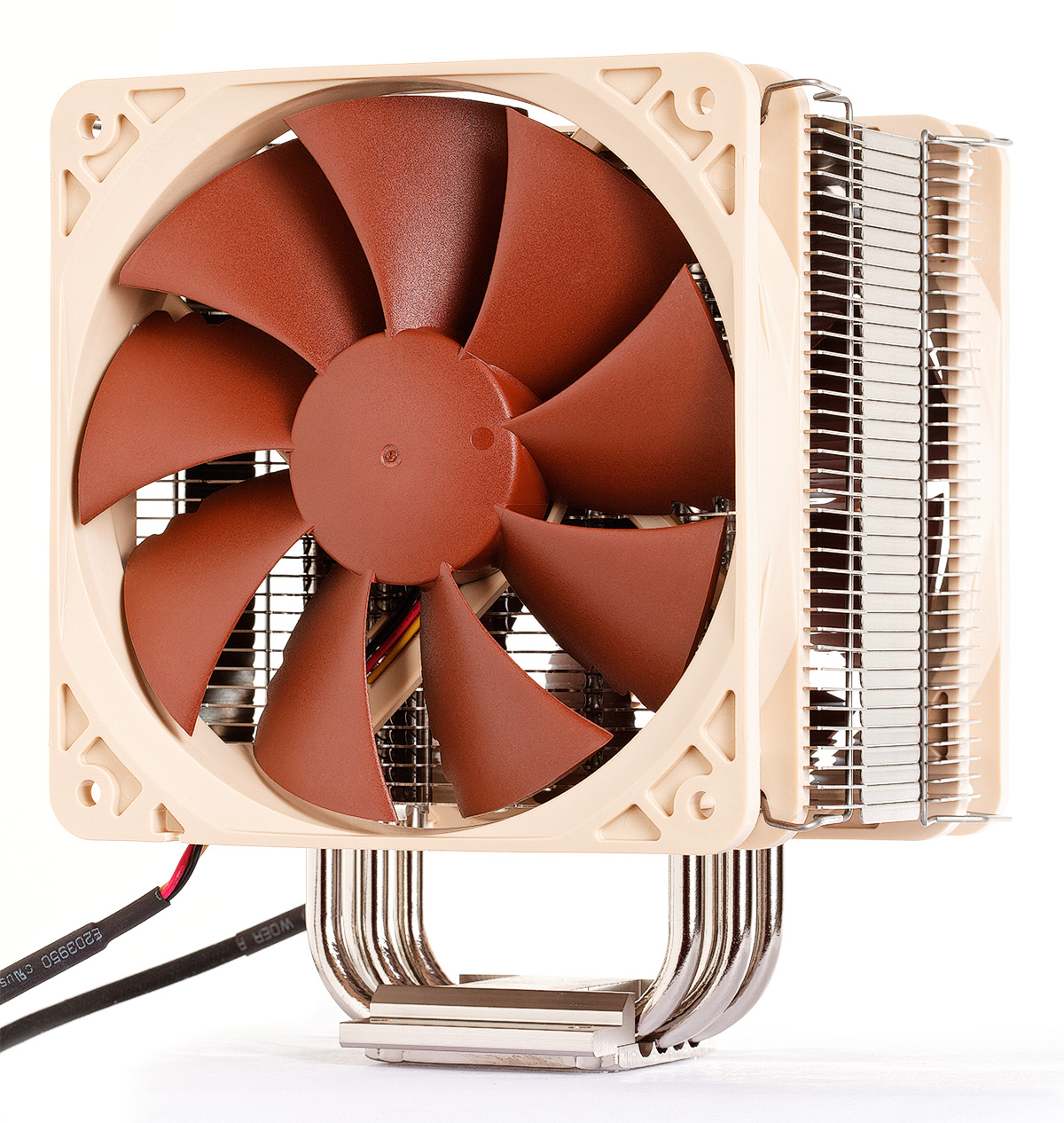
구리와 알루미늄으로 제조된 CPU 쿨러 NH-U12P SE2는 4개의 히트 파이프와 2개의 NF-P12 팬을 갖추고 있다.

녹투아(Noctua)는 열정적인 컴퓨터 관심가 시장을 주 대상으로 하는, CPU 쿨러와 컴퓨터 팬의 컴퓨터 하드웨어 제조업체이다. 이 기업은 2005년에 설립되었으며 오스트리아의 래스컴 컴퓨터 디스트리뷰션(Rascom Computer Distribution GmbH)과 타이완의 코링크 인터내셔널 코퍼레이션(Kolink International Corporation) 간 조인트 벤처이다.
녹투아는 열정적인 컴퓨터 관심가 시장에서 상당히 저명한 제조업체이며 공식 웹사이트에 따르면 자사의 제품에 3,000개 이상의 상을 받았다.
녹투아는 라틴어로 밤의 새(올빼미, 나이팅게일 따위)를 뜻한다. 로고에 올빼미가 있다.

## 같이 보기
- 컴퓨터 냉각
- 저소음 컴퓨터
- 쿨러 마스터
- Thermalright
- 잘만테크